# Гиперсаливация
Гиперсаливация (птиализм, слюнотечение, сиалорея) — увеличение секреции слюнных желез. Как физиологическое явление наблюдается у 3-6-месячных детей. В старшем возрасте является заболеванием, которое приносит массу беспокойств и неприятных ощущений. Чаще всего гиперсаливация связана не с истинной гиперпродукцией слюны, а с нарушением рефлекса глотания. При этом гиперсаливация может возникать не только у детей, но и у взрослых как симптом ряда неврологических заболеваний. В первую очередь во взрослом возрасте гиперсаливацией могут сопровождаться:
- болезнь Паркинсона;
- нейролептический синдром;
- боковой амиотрофический склероз;
- эпидемический энцефалит.

У детей гиперсаливация часто появляется как симптом на фоне детского церебрального паралича.
Гиперсаливация также бывает следствием острых воспалительных процессов, протекающих на слизистой оболочке рта. Раздражения слизистой оболочки сопровождаются безусловно-рефлекторным увеличением выделения слюны, что является защитной реакцией организма. Такая гиперсаливация в лечении не нуждается. Лечение при гиперсаливации другой этиологии должно быть направлено на устранение основного заболевания, вызвавшего это состояние.

## Причины возникновения
- внутренние причины, не связанные с патологиями — в этом случае речь идет о естественном физиологическом состоянии конкретного человека;
- приём лекарств (избыточное выделение слюны — побочный эффект);
- нарушение скоординированной работы сложных механизмов контроля за перемещением выделенной слюны в полости рта;
- нарушение процесса глотания.

При детском церебральном параличе сиалорея развивается в результате нарушения слаженной и регулируемой работы мышц и нервов.

## Терминология
Термин «сиалорея» обычно используется для обозначения симптома избыточного слюнотечения у детей с диагностированным ДЦП и другими неврологическими заболеваниями.
При поставленном диагнозе ДЦП, согласно разным источникам, сиалорея (избыточное слюнотечение) диагностируется в 10-38 % случаев. Иначе говоря, примерно у каждого третьего человека с диагностированным ДЦП врачи будут отмечать избыточное слюнотечение. По другим данным, частота возникновения сиалореи у людей с диагностированным ДЦП достигает 50 %.

## Осложнения
При избыточном слюнотечении у детей характерно развитие многочисленных осложнений. Одними из первых при постоянно присутствующей сиалорее развиваются водно-электролитные нарушения, связанные с обезвоживанием из-за потери жидкости, электролитов и белка со слюной. В ряде случаев эти потери настолько значимы, что должны быть обязательно компенсированы. Также достаточно быстро присоединяется развитие периорального дерматита, а при выраженной сиалорее зачастую наблюдается повреждение кожи рук, шеи и груди. Если у пациента имеется так называемая задняя сиалорея, когда слюна вследствие нарушения нейромышечной регуляции и несовершенства рефлекторного акта глотания стекает по задней стенке глотки, то у него отмечаются частые поперхивания. В такой ситуации возможны повторные аспирации слюны с развитием аспирационной пневмонии.
Cиалорея также отрицательно влияет на социальные аспекты жизни пациентов и членов их семей. Ограничиваются социальные контакты ребёнка, снижается самооценка, развивается дезадаптация. Всё это приводит к ухудшению качества жизни как самого ребёнка, так и его родных и близких.

## Лечение
Существует несколько разнонаправленных подходов к лечению сиалореи (гиперсаливации). Все они обладают разной эффективностью, их можно объединить в четыре группы.
Консервативные методы: направлены на восстановление функций ротовой полости. Сюда относятся логопедическое лечение, шейные бандажи, кресло-коляска с поддержанием головы в откинутом положении, напоминания о проглатывании, портативный отсасыватель слюны, протезы для ротовой полости, а также поведенческая терапия (занятия с психологом). Преимущество консервативных методов — минимум или полное отсутствие побочных эффектов, однако некоторые из них могут доставлять психологический дискомфорт пациенту и окружающим (например, из-за невозможности спрятать отсасыватель слюны). В целом консервативные методы играют скорее поддерживающую роль.
Инъекции ботулинического токсина типа А: препарат вводится непосредственно в слюнные железы для уменьшения выработки слюны. Доза рассчитывается индивидуально с учётом возраста и массы тела ребёнка. Инъекции делаются под контролем ультразвука — как с местной анестезией, так и без неё. Лечение можно повторять по мере необходимости, но не чаще чем каждые 16 недель. Результаты зарубежных и российских исследований продемонстрировали эффективность и безопасность ботулинического токсина типа А для лечения сиалореи у детей с различными неврологическими расстройствами. Так, положительные результаты крупного международного мультицентрового рандомизированного двойного слепого плацебо-контролируемого исследования SIPEXI позволили одобрить ботулинический токсин типа А для лечения хронической сиалореи у детей в России, Европе и США. Высокая безопасность ботулотоксина и отсутствие системных нежелательных эффектов подтверждается обширным опытом применения в клинической практике на протяжении 40 с лишним лет.
Решение о выборе метода лечения на первом этапе выбирает лечащий врач и при необходимости даёт направление к неврологу, обладающему опытом лечения ботулиническим токсином. Далее этот специалист оценивает возможность лечения, подбирает дозировку, вводит препарат и дает соответствующие рекомендации. Повторная инъекция проводится не менее чем через 16 недель, её необходимость определяется индивидуально для каждого пациента.
Антихолинергические средства: гиосцина гидробромид, атропин, гиосциамина сульфат, амитриптилин. Препараты на основе этих активных веществ легко назначить в силу их низкой стоимости, однако они могут вызывать нежелательные побочные эффекты: в их число входят задержка мочеиспускания, размытое зрение, спутанность сознания и т. п.
Хирургическое вмешательство: даёт длительное облегчение симптоматики, но при этом далеко не все пациенты способны перенести хирургическое вмешательство.